# قضاء طبريا
قضاء طبريا (بالإنجليزية: District of Tiberias)‏ هو تقسيم إداري سابق في فلسطين التاريخية يعود لفترة الإنتداب البريطاني (بين 1920 وحتى 1948)، مركزه مدينة طبريا. يقع في الجزء الشمالي الشرقي لفلسطين على ساحل بحيرة طبريا، ويحاذي قضاء صفد من الشمال، ومن الجنوب قضاء بيسان و من الغرب كل من قضاء الناصرة وقضاء عكا.

## مدن وقرى القضاء

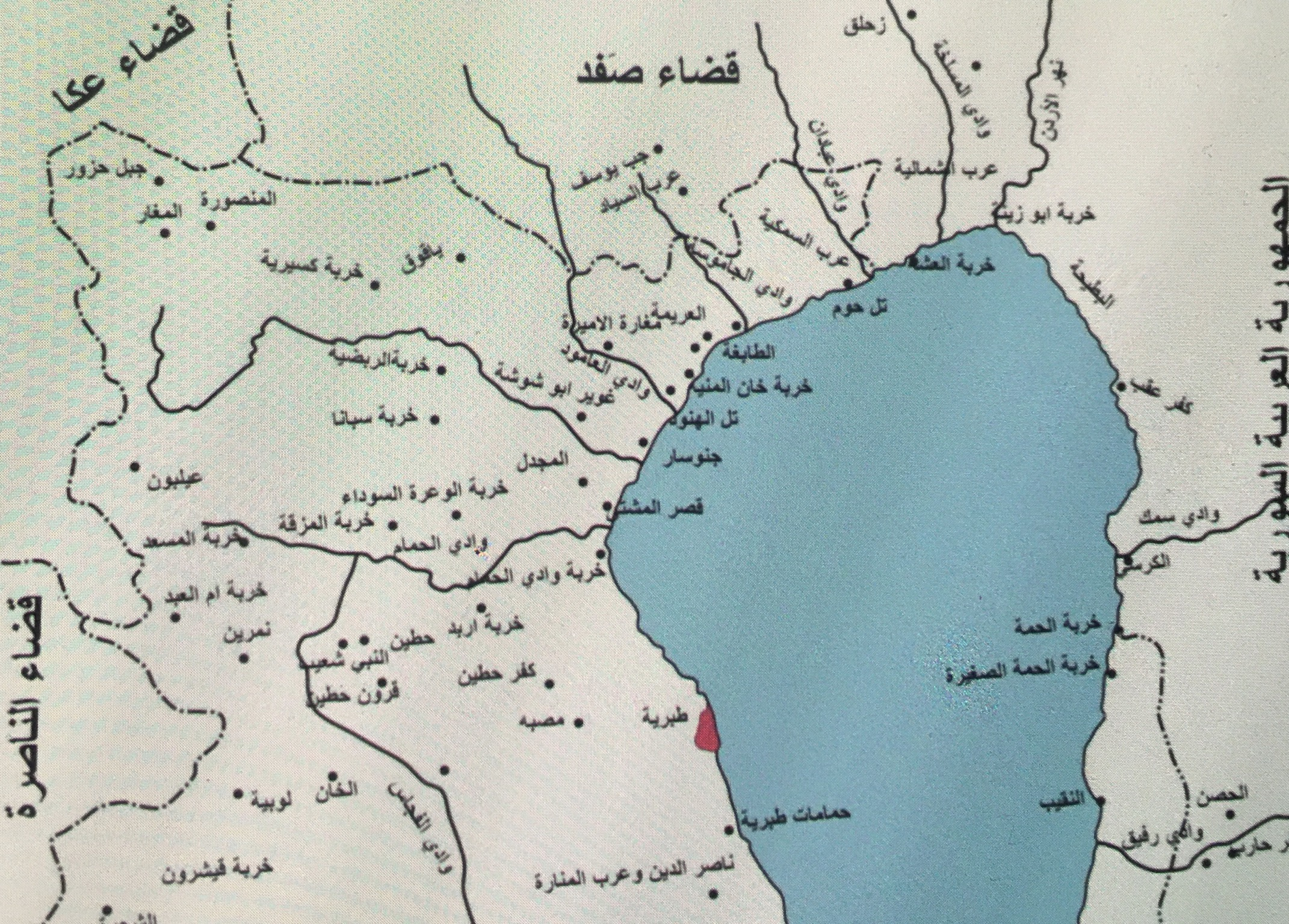
أودية وقرى طبريا

| - الحمة (فلسطين) - حدثا - حطين (قرية) - خربة الوعرة السوداء - الدلهمية - السمرا (فلسطين) - السمكية - سمخ - الشجرة (فلسطين) - الطابغة - العبيدية (طبريا) - عولم - عيلبون - لوبيا - غوير أبو شوشة - كفر سبت - المجدل (طبريا) - المنارة، طبريا | - المنشية (طبريا) - المنصورة - لوبيا - معذر - النقيب - نمرين (فلسطين) - ياقوق |

## أودية تجري في قضاء طبريا
يجري في قضاء طبريا وديان منها: وادي العشة (المُسلخة)، وادي عبدان، وادي الجاموسة، وادي العمود، وادي الربضية (ويعرف ايضًا بوادي التفاح ووادي سلامة)، ووادي الحمام.